# Jayco Bay Cycling Classic 2012
Das 23. Jayco Bay Cycling Classic fand vom 1. bis zum 4. Januar 2012 statt. Das Radrennen wurde in vier Kriterien ausgetragen und begann auf dem Ritchie Boulevard am Ost-Strand von Geelong. Die übrigen Etappen führten durch den Botanischen Garten von Geelong, in einem neu ins Programm genommenen Abschnitt durch Portarlington und abschließend durch Williamstown. An jedem Tag wurden für die Kategorien Männer Elite und Frauen Elite Wettbewerbe sowie erstmals auch zusätzliche Rennen für Ersatz-Fahrer und -Teams veranstaltet. Am 2. Januar fand im Rahmen des dortigen Tagesabschnitts auch ein Wettkampf für männliche und weibliche U-17-Fahrer/Fahrerinnen statt. Am gleichen Tag stand zudem Amy's Ride auf dem Programm, eine Veranstaltung, bei der Fans eine gewisse Strecke zusammen mit den teilnehmenden Frauen- und Männermannschaften des Bay Cycling Classic abfahren konnten, um Spenden für die Amy Gillett Foundation zu sammeln. Namenssponsor der Kriteriumsserie war der australische Wohnwagenhersteller Jayco.

## Regeln
Die ersten zehn Fahrer/Fahrerinnen auf jeder Etappe erhielten Punkte, wobei der Etappensieger zwölf Zähler und der Etappenzehnte noch einen Zähler erhielten. Der Fahrer oder die Fahrerin mit der höchsten Gesamtpunktzahl nach dem vierten Tag war der Gesamtsieger/die Gesamtsiegerin des Bay Cycling Classic.
Außerdem gab es in jeder Teilnehmerkategorie auch eine Teamwertung, für die die Punkte der besten drei Fahrer eines Teams auf einer jeder Etappe addiert wurden.
Für die Kategorien Männer Elite und Frauen Elite war eine separate Sprintwertung ausgeschrieben. Der Gesamtsprintsieger errechnete sich aus den Punkten, die bei den drei (Männer) beziehungsweise zwei (Frauen) Zwischensprints auf jeder Etappe eingefahren wurden. Dabei erhielt an jedem Zwischensprint der Erstplatzierte drei Punkte, der Zweite zwei Punkte und der Dritte noch einen Punkt.

## Teilnehmer
Im zusätzlichen Einzel-Wettbewerb der Männer gingen über 100 Fahrer an den Start, im zusätzlichen Teamwettkampf starteten elf australische Mannschaften zu je fünf Fahrern.
Im Feld der Frauen waren zehn Teams mit je fünf Fahrerinnen und sechzehn Einzelstarterinnen zu finden. Unter den Teilnehmern war auch das größte australische Damen-Team GreenEdge-AIS. Titelverteidigerin war Rochelle Gilmore vom BikeExchange.com.au Dream Team.
In der Männerkategorie nahmen elf Mannschaften zu je fünf Fahrern teil. Für die neugegründete australische Mannschaft GreenEdge, das erste australische ProTeam in der Geschichte des Radsports, stellte das Bay Cycling Classic 2012 das erste Rennen überhaupt dar. Matthew Goss, Robbie McEwen, Leigh Howard, Mitchell Docker und Wesley Sulzberger vertraten die Profi-Equipe. In anderen Teams nahmen weitere Berufsradfahrer wie zum Beispiel Allan Davis, Baden Cooke (beide Mitchelton Wines-Lowe Farms), Chris Sutton, Koen de Kort (beide Urban Hotels), Heinrich Haussler (Bike Bug), Greg Henderson (Degani Bakery Cafe), Jos van Emden oder Tom Leezer (beide Rapido Cycles-Four Points Geelong) am Rennen teil. Zudem standen auch das australische Continental-Team Genesys Wealth Advisers sowie eine japanische Nationalauswahl am Start.
Für den Wettbewerb der U-17-Junioren und Juniorinnen meldeten sich 19 Jungen und fünf Mädchen an.

## Etappen
Jeder Tag begann mit dem Einzel-Rennen der Ersatzfahrer, worauf der Mannschaftswettbewerb der zusätzlichen Teams erfolgte. Danach wurde das Damenrennen gestartet, bevor die Veranstaltung jeweils mit dem Männerrennen endete. Am zweiten Tag fand noch vor Beginn der anderen Wettbewerbe der Amy's Ride sowie das U-17-Rennen statt.
| Etappe | Tag       | Start–Ziel                              | km (Runde) | Sieger Zusatz-Einzel | Sieger Zusatz-Team | Sieger Frauen Elite | Sieger Männer Elite | Bericht |
| ------ | --------- | --------------------------------------- | ---------- | -------------------- | ------------------ | ------------------- | ------------------- | ------- |
| 1.     | 1. Januar | Geelong Eastern Beach Ritchie Boulevard | 0,6        | Dane Crawford        | Alex Morgan        | Chloe Hosking       | Greg Henderson      | [ 7 ]   |
| 2.     | 2. Januar | Geelong Eastern Park - Short Course     | 2          | Shaun McCarthy       | Eric Sheppard      | Loren Rowney        | Caleb Ewan          | [ 12 ]  |
| 3.     | 3. Januar | Portarlington                           | 1,3        | Shannon Johnson      | Robbie Hucker      | Shara Gillow        | Anthony Giacoppo    | [ 17 ]  |
| 4.     | 4. Januar | Williamstown                            |            | Shaun McCarthy       | Jack Haig          | Amanda Spratt       | Caleb Ewan          | [ 22 ]  |

### Wertungen im Rennverlauf
Die Tabelle zeigt den Führenden in der jeweiligen Wertung nach der jeweiligen Etappe an.
|   | Gesamtwertung Zusatz-Einzel | Gesamtwertung Einzel Zusatz-Team | Gesamtwertung Zusatz-Team | Gesamtwertung Frauen | Sprintwertung Frauen | Teamwertung Frauen | Gesamtwertung Männer | Sprintwertung Männer | Teamwertung Männer |
| - | --------------------------- | -------------------------------- | ------------------------- | -------------------- | -------------------- | ------------------ | -------------------- | -------------------- | ------------------ |
| 1 | Dane Crawford               | Alex Morgan                      | Jayco-VIS                 | Chloe Hosking        | Shara Gillow         | Total Rush-Hyster  | Greg Henderson       | Bernie Sulzberger    | Degani Bakery Cafe |
| 2 | Dane Crawford               | Eric Sheppard                    | Jayco-VIS                 | Chloe Hosking        | Shara Gillow         | GreenEdge-AIS      | Allan Davis          | Bernie Sulzberger    | Degani Bakery Cafe |
| 3 | Shannon Johnson             | Eric Sheppard                    | Jayco-VIS                 | Melissa Hoskins      | Shara Gillow         | GreenEdge-AIS      | Allan Davis          | Bernie Sulzberger    | Urban Hotels       |
| 4 | Shannon Johnson             | Eric Sheppard                    | Jayco-VIS                 | Melissa Hoskins      | Shara Gillow         | GreenEdge-AIS      | Allan Davis          | Bernie Sulzberger    | Urban Hotels       |